# WZRD
Pour les articles homonymes, voir Wizard.
WZRD est un groupe de rock expérimental américain. Il est composé du rappeur Kid Cudi et du producteur Dot da Genius. Formé en 2010, le groupe s'est appelé Wizard, puis 2 Be Continuum. En novembre 2010 Kid Cudi annonce vouloir travailler sur un projet plus rock avec le producteur Dot da Genius. En janvier 2011, il annonce sur Twitter que le groupe se nomme Wizard et que l'enregistrement de l'album débute, en vue d'une sortie prévue pour l'été 2011. En mai 2011, le nom du groupe est changé en 2 Be Continuum et publie dans la foulée le titre Perfect is the Word, qui assez mal accueilli, aussi bien par la critique que les fans.
Quelque temps plus tard, Kid Cudi rebaptise le groupe en WZRD, version contractée du mot anglais wizard (« sorcier ») en référence à une chanson de Black Sabbath. Il annonce également plusieurs dates de sortie de l'album. En novembre 2011, le titre Brake est publié, suivi par le 1er single officiel en janvier 2012, Teleport 2 Me. Le 28 janvier 2012, Cudi annonce sur Twitter que l'album est fini. L'album WZRD est dans les bacs depuis le 28 février 2012. Au mois de juillet 2013, ils sortent un nouveau titre, Going to the Ceremony.

## Biographie

### Origines et débuts (2006–2010)
Scott « Kid Cudi » Mescudi et Oladipo « Dot da Genius » Omishore se rencontrent grâce à un ami en commun, avec qui Cudi a travaillé au Abercrombie and Fitch : « C'était un bon ami de Dot nommé Riliwan [...]. »
Après avoir travaillé ensemble pendant sept mois, Cudi est expulsé de son appartement. Voulant revenir à Cleveland, dans l'Ohio, les parents de Dot da Genius hébergent Cudi avec leur famille, permettant ainsi au duo de continuer à poursuivre leur carrière : « Je me souviens que j'étais genre 'Merde—qu'est-ce que je vais faire? va falloir que je revienne à Cleveland, retrouver mon vieux boulot, e tgagner un peu de thune avant de revenir.' J'en ai parlé à O-Dot (Dot da Genius), et ils m'ont dis que je n'avais que jusqu'au 31 janvier pour me tirer—un jour après mon putain d'anniversaire ». Alors j'étais genre, 'Je sais pas ce que je vais faire, mais tu peux toujours m'envoyer des beats, et je bosserai dessus [...].
En plus d'être de très bons amis, Dot da Genius a produit quelques morceaux de Kid Cudi sur ses démos et des chansons de la mixtape très acclamée A Kid Named Cudi (2008), grâce à laquelle Cudi a eu le succès avec le single Day 'n' Nite. Depuis, ils travailleront ensemble sur le premier album de Cud, Man on the Moon: The End of Day (2009) et sa suite, Man on the Moon II: The Legend of Mr. Rager (2010),. Ce n'est pas avant l'enregistrement de Trapped in My Mind du deuxième album de Cudi, que l'idée d'un album rock émerge. Dans un entretien pour le magazine Complex, Dot da Genius raconte la session d'enregistrement : « C'était à peu près en même temps qu'après bâti le studio. [...]. »

### Premier album (2011–2013)
Kid Cudi lance le projet en janvier 2011, après avoir annoncé sur Twitter un nouvel album courant l'été,. En avril 2011, Cudi rebaptise le groupe de Wizard pour 2 Be Continuum, expliquant avoir besoin d'originalité,. Le 31 mai 2011, Cudi sort un single promotionnel intitulé Perfect is the Word. Il est le premier de Cudi et Dot da Genius issu de l'album. Pendant un live sur Ustream, ils révèlent le morceau Rocket comme second single.
Kid Cudi et Dot da Genius enregistrent aussi le thème du film, Fright Night. Intitulée No One Believes Me, elle est annoncée le 7 juin 2011 par Cudi sur Tumblr, accompagnée d'une vidéo tournée le 11 juin avec le réalisateur Craig Gillespie. La vidéo est publiée le 12 août 2011 et la chanson le 23 août,,,. Le 10 novembre, 2011, Kid Cudi révèle la participation du groupe de rock indépendant Empire of the Sun sur l'album,. Le 18 novembre 2011, Kid Cudi rebaptise le groupe en WZRD (prononcé une lettre à la fois W-Z-R-D), et annonce la sortie de l'album pour 28e anniversaire, le 30 janvier 2012,,. En décembre 2011, Cudi révèle que The Wizard de Black Sabbath, a inspiré l'usage du terme Wizard,. Le 20 novembre, Cudi annonce sur Twitter que l'album ne comrpendra aucune insulte et exclut donc le mot nigga. Le 21 novembre 2011, WZRD publie le premier single, Brake. Le mois suivant, le 5 décembre 2011, Cudi publie un snippet de Teleport 2 Me, Jamie, le second single.
Le 4 janvier 2012, Cudi confirme une tournée pour l'album éponyme, WZRD, à commencer par l'Europe. Le 12 janvier, Dot da Genius annonce sur Twitter que lui et Cudi ont décidé de repousser WZRD au 28 février. Le 13 février 2012, WZRD anime une session privée de l'album dans un endroit tenu secret à Los Angeles. Quant à l'album, pour Kid Cudi, il s'inspire de groupes comme l'Electric Light Orchestra, Jimi Hendrix, Nirvana, Pixies et Pink Floyd. Cudi confirme une suite à l'album dans les prochains mois. Le 23 février 2012, l'intégralité de l'album est publié, Après la sortie de WZRD, l'album atteint la troisième place du Billboard 200 avec 66 000 exemplaires physiques et numériques vendus la première semaine aux États-Unis. Il atteint aussi la première place du Top Rock Albums et du Top Alternative Albums, et la neuvième place du Canadian Albums Chart, respectivement. WZRD fait ses débuts à la télévision américaine jouant Teleport 2 Me, Jamie, le 6 mars 2012 au talk show Conan,. En février, peu avant la sortie de l'album, Cudi annonce un EP,.

### Productions (depuis 2013)
Le 2 juillet 2013, Cudi sort un nouveau morceau, Going to the Ceremony, sur SoundCloud. Cudi révèle qu'il sera inclus dans l'EP Satellite Flight: The Journey to Mother Moon. Le 4 septembre 2013, King Chip sort sa mixtape 44108, qui comprend le morceau Vortex, avec Kid Cudi et Pusha T ; WZRD est crédité parmi les producteurs.

## Membres
- Kid Cudi – chant principal, guitare, percussions (depuis 2010)
- Dot da Genius – percussions, guitare basse, claviers, piano (depuis 2010)

## Discographie

### Albums studio
- 2012 : WZRD
- 2012 : WZRD EP

### Singles
- 2012 : Teleport 2 Me, Jamie (feat. Desire)
- 2012 : Dr.Pill
- 2012 : High Off Life
- 2012 : The Dream Time Machine
- 2012 : Love Hard
- 2013 : Going To The Ceremony